# Argostemma inaequale
Argostemma inaequale är en måreväxtart som beskrevs av John Johannes Joseph Bennett. Argostemma inaequale ingår i släktet Argostemma och familjen måreväxter.
Artens utbredningsområde är Sumatera. Inga underarter finns listade i Catalogue of Life.